# Johannes IV
För den abessinske kejsaren, se Yohannes IV, för den bysantinske kejsaren, se Johannes IV Lascaris.
Johannes IV, född i Dalmatien, död 12 oktober 642, var påve från den 24 december 640 till sin död nästan två år senare, 12 oktober 642. 

## Biografi
Johannes var född i Dalmatien, och var son till en scholasticus vid namn Venantius. När Johannes valdes till påve var han ärkediakon i den romerska kyrkan. Han konsekrerades efter förhållandevis kort tid efter utnämningen, och detta brukar tas som belägg för att exarken av Ravenna tagit över rätten Bysantinska rikets kejsare ägde att godkänna påvevalet.
Under Johannes pontifikat invaderade slaverna hans hemland Dalmatien och Istrien, och han försökte på alla sätt göra vad han kunde för att rädda vad som kunde räddas. Han sände en abbot vid namn Martin med en stor summa pengar för att friköpa krigsfångar, och lät hämta dalmatinska helgonreliker till Rom där han uppförde ett ännu bevarat oratorium åt dem. Oratoriet lät han utsmycka med mosaiker, som bland annat föreställer honom själv med modellen av oratoriet i sina händer, och vilka ännu finns att beskåda. Han var trots allt inställd på att kristna slaverna, och det är möjligt att han lät sända kristna lärare till den kroatiske prinsen Porga, vilket antyds av Konstantin VII Porfyrogennetos.
I ett brev tillrättavisade Johannes de kristna på norra Irland för tidpunkten de firade påsk, och uppmanade dem att vara på sin vakt mot pelagianismen. På en synod 640 fördömde han monoteletismen.
Johannes är begravd i Peterskyrkan.